# Bátis-de-coroa-cinzenta
Bátis-de-coroa-cinzenta  (Batis orientalis) é uma espécie de ave da família Platysteiridae.
Pode ser encontrada nos seguintes países: Camarões, República Centro-Africana, Chade, Djibouti, Eritrea, Etiópia, Quénia, Níger, Nigéria, Somália, Sudão e Uganda.
Os seus habitats naturais são: savanas áridas e campos de gramíneas subtropicais ou tropicais secos de baixa altitude.